# Псалом 62
Псалом 62 (у масоретській нумерації — 63) — 62-й псалом Книги псалмів. Авторство псалому традиційно приписується Давидові. Псалом розповідає про перебування у пустелі, далеко від свого дому та сім’ї. 

## Текст
| Вірш | Гебрейська мова                                                          | Давньогрецька мова (Септуаґінта)                                                                                        | Латинська мова (Вульгата)                                                                                 | Українська мова (Переклад Хоменка)                                                                                   |
| ---- | ------------------------------------------------------------------------ | --- | --- | --- |
| 1    | מִזְמוֹר לְדָוִד; בִּהְיוֹתוֹ, בְּמִדְבַּר יְהוּדָה                                          | Ψαλμὸς τῷ Δαυιδ ἐν τῷ εἶναι αὐτὸν ἐν τῇ ἐρήμῳ τῆς Ιουδαίας.                                                             | [Psalmus David cum esset in deserto Iudaeae]                                                              | Псалом, Давида, коли він перебував у пустині Юдейській.                                                              |
| 2    | אֱלֹהִים, אֵלִי אַתָּה-- אֲשַׁחֲרֶךָּ:צָמְאָה לְךָ, נַפְשִׁי-- כָּמַהּ לְךָ בְשָׂרִי;בְּאֶרֶץ-צִיָּה וְעָיֵף בְּלִי-מָיִם | ῾Ο θεὸς ὁ θεός μου, πρὸς σὲ ὀρθρίζω· ἐδίψησέν σοι ἡ ψυχή μου. ποσαπλῶς σοι ἡ σάρξ μου ἐν γῇ ἐρήμῳ καὶ ἀβάτῳ καὶ ἀνύδρῳ; | Deus Deus meus ad te de luce vigilo sitivit in te anima mea quam multipliciter tibi caro mea              | Боже, ти Бог мій! Тебе шукаю пильно. Тебе душа моя прагне, тебе бажає тіло моє в землі сухій, спраглій і безводній.  |
| 3    | כֵּן, בַּקֹּדֶשׁ חֲזִיתִךָ-- לִרְאוֹת עֻזְּךָ, וּכְבוֹדֶךָ                                       | οὕτως ἐν τῷ ἁγίῳ ὤφθην σοι τοῦ ἰδεῖν τὴν δύναμίν σου καὶ τὴν δόξαν σου.                                                 | In terra deserta et invia et inaquosa sic in sancto apparui tibi ut viderem virtutem tuam et gloriam tuam | Отак і я у святині тебе виглядаю — побачити силу твою й твою славу.                                                  |
| 4    | כִּי-טוֹב חַסְדְּךָ, מֵחַיִּים; שְׂפָתַי יְשַׁבְּחוּנְךָ                                         | ὅτι κρεῖσσον τὸ ἔλεός σου ὑπὲρ ζωάς· τὰ χείλη μου ἐπαινέσουσίν σε.                                                      | Quoniam melior est misericordia tua super vitas labia mea laudabunt te                                    | Твоя бо милість ліпша від життя, уста мої славитимуть тебе.                                                          |
| 5    | כֵּן אֲבָרֶכְךָ בְחַיָּי; בְּשִׁמְךָ, אֶשָּׂא כַפָּי                                             | οὕτως εὐλογήσω σε ἐν τῇ ζωῇ μου, ἐν τῷ ὀνόματί σου ἀρῶ τὰς χεῖράς μου.                                                  | Sic benedicam te in vita mea in nomine tuo levabo manus meas                                              | Отак буду тебе хвалити, поки життя мого, у твоїм імені здійматиму мої руки.                                          |
| 6    | כְּמוֹ חֵלֶב וָדֶשֶׁן, תִּשְׂבַּע נַפְשִׁי; וְשִׂפְתֵי רְנָנוֹת, יְהַלֶּל-פִּי                            | ὡσεὶ στέατος καὶ πιότητος ἐμπλησθείη ἡ ψυχή μου, καὶ χείλη ἀγαλλιάσεως αἰνέσει τὸ στόμα μου.                            | Sicut adipe et pinguidine repleatur anima mea et labia exultationis laudabit os meum                      | Душа моя насититься, немов туком та оливою, уста мої веселим голосом хвалитимуть тебе.                               |
| 7    | אִם-זְכַרְתִּיךָ עַל-יְצוּעָי-- בְּאַשְׁמֻרוֹת, אֶהְגֶּה-בָּךְ                                    | εἰ ἐμνημόνευόν σου ἐπὶ τῆς στρωμνῆς μου, ἐν τοῖς ὄρθροις ἐμελέτων εἰς σέ·                                               | Si memor fui tui super stratum meum in matutinis meditabar in te                                          | Коли згадаю на моїй постелі тебе, під час нічних чувань розмишлятиму про тебе.                                       |
| 8    | כִּי-הָיִיתָ עֶזְרָתָה לִּי; וּבְצֵל כְּנָפֶיךָ אֲרַנֵּן                                        | ὅτι ἐγενήθης βοηθός μου, καὶ ἐν τῇ σκέπῃ τῶν πτερύγων σου ἀγαλλιάσομαι.                                                 | Quia fuisti adiutor meus et in velamento alarum tuarum exultabo                                           | Бо ти прийшов мені на допомогу, і в тіні крил твоїх я ликуватиму.                                                    |
| 9    | דָּבְקָה נַפְשִׁי אַחֲרֶיךָ; בִּי, תָּמְכָה יְמִינֶךָ                                          | ἐκολλήθη ἡ ψυχή μου ὀπίσω σου, ἐμοῦ ἀντελάβετο ἡ δεξιά σου.                                                             | Adhesit anima mea post te me suscepit dextera tua                                                         | Душа моя до тебе лине, мене підтримує твоя десниця.                                                                  |
| 10   | וְהֵמָּה--לְשׁוֹאָה, יְבַקְשׁוּ נַפְשִׁי; יָבֹאוּ, בְּתַחְתִּיּוֹת הָאָרֶץ                              | αὐτοὶ δὲ εἰς μάτην ἐζήτησαν τὴν ψυχήν μου, εἰσελεύσονται εἰς τὰ κατώτατα τῆς γῆς·                                       | Ipsi vero in vanum quaesierunt animam meam introibunt in inferiora terrae                                 | Ті ж, які чигають на мою душу, зійдуть у безодні підземні.                                                           |
| 11   | יַגִּירֻהוּ, עַל-יְדֵי-חָרֶב; מְנָת שֻׁעָלִים יִהְיוּ                                       | παραδοθήσονται εἰς χεῖρας ῥομφαίας, μερίδες ἀλωπέκων ἔσονται.                                                           | Tradentur in manus gladii partes vulpium erunt                                                            | Їх віддадуть мечеві на поталу, вони шакалів здобиччю стануть.                                                        |
| 12   | וְהַמֶּלֶךְ, יִשְׂמַח בֵּאלֹהִים:יִתְהַלֵּל, כָּל-הַנִּשְׁבָּע בּוֹ: כִּי יִסָּכֵר, פִּי דוֹבְרֵי-שָׁקֶר             | ὁ δὲ βασιλεὺς εὐφρανθήσεται ἐπὶ τῷ θεῷ, ἐπαινεσθήσεται πᾶς ὁ ὀμνύων ἐν αὐτῷ, ὅτι ἐνεφράγη στόμα λαλούντων ἄδικα.        | Rex vero laetabitur in Deo laudabitur omnis qui iurat in eo quia obstructum est os loquentium iniqua      | А цар возвеселиться у Бозі, хвалитиметься кожен, хто ним клянеться, уста бо тих, що неправду кажуть, будуть закриті. |

## Літургійне використання

### Католицька церква
Цей псалом був вибраний святим Бенедиктом Нурсійським близько 530 AD як четвертий та останній псалом для недільного Богослужіння «Laudes» (Статут Бенедикта, розділ XI).
До сьогоднішнього часу священники та релігійні спільноти читають псалом 62 кожної неділі під час «Laudes» відповідно до Літургії годин. Відповідно до літургійного циклу недільної меси псалом читають під час 22-ї та 32-ї неділі регулярного часу в році A та під час 12-ї неділі регулярного часу в році C.

## Використання у музиці
Чеський композитор Антонін Дворжак поклав на музику частину псалому 62 (разом із частиною псалому 60) під № 6 у «Біблійних піснях», op. 99 (1894). У кінці XVII століття Мішель-Рішар Делаланд написав твір на основі цього псалому латинською мовою (S.20). Він належить до одних із мотетів, написаних для святкування Богослужінь Людовиком XIV у королівській каплиці Версальського палацу. 